# Bundesprojekt von 1655
Alle Versuche, in der Schweiz die Alte Eidgenossenschaft zu zentralisieren, die vertraglichen Beziehungen der Alten und der Zugewandten Orte einheitlicher zu gestalten, ein Schiedsgericht einzurichten und Meinungsverschiedenheiten über die Auslegung der alten Bünde zu beseitigen, scheiterten. Solche Versuche gab es  1554/55, 1655 und 1776.
Das Bundesprojekt von 1655 war  ein Vorschlag, die alten Bünde in ein einziges Bundesinstrument, also eine Urkunde, zusammenzufassen. Indem der Verfasser dieses Textes, Bürgermeister Johann Heinrich Waser von Zürich, sich eng an den Wortlaut der alten Briefe anlehnte und diese inhaltlich  kaum veränderte, mochten er und die evangelischen Orte auf eine Zustimmung der katholischen Orte hoffen. Die katholischen Orte aber lehnten eine solche Neufassung der alten Bünde, die seit der Reformation nicht mehr durch den Schwur bestätigt worden waren, ab. Der Grund für diese Ablehnung war wohl der Umstand, dass die Neufassung die Möglichkeit für alle Orte eröffnet hätte, untereinander und mit fremden Mächten Sonderbündnisse einzugehen, und damit auch einen evangelischen Sonderbund als Gegengewicht zum Goldenen Bund der katholischen Orte ermöglicht hätte.